# 鹿沼亜美
鹿沼 亜美（かぬま あみ、1999年〈平成11年〉12月12日 - ）は、日本の女性タレント。ボーカル＆ダンスユニットOnePixcelの元メンバー。
埼玉県出身。

## 略歴
- 歌って踊れるアーティストに憧れ、小１からダンスを習っていた[2]。フェアリーズ好きが講じて、2015年7月に東宝芸能音楽オーディションを受け合格する[2]。

### 2015年
- 9月20日、4人組のボーカル&ダンスユニット「OnePixcel（ワンピクセル）」のメンバーとして活動することが発表された。メンバーは、傳彩夏、狐塚来愛、鹿沼亜美、田辺奈菜美の4人。
- 10月18日、mg.live vol.3 ナマオトザカリ（Mt.RAINIER HALL SHIBUYA PLEASURE PLEASURE）がOnePixcelの初披露となった。

### 2016年
- 1月3日、原宿ASTRO HALLにて初単独LIVEを行う。
- 8月28日、渋谷WWWにて単独LIVE『ZERO 2』を行う。
- 10月9日、代官山UNITにて、ONEPIXCEL ONE YEAR ANNIVERSARY LIVE『ONE』を行う。
- 12月24日、青山 月見ル君想フにて『CHRISTMAS EVE』を行う。

### 2017年
- 1月8日、新宿ReNYにて、ONEPIXCEL LiVE 2017『Free&Easy』を行う。
- 3月26日、新宿ReNYにて、ONEPIXCEL LiVE 2017 『FREE&EASY vol.2』を行う[3][4]。

### 2018年
- 3月7日、シングル『LAGRIMA』でメジャーデビュー。
- 7月、メジャー2nd シングル 『 Sparkle 』をリリース。
- 12月、メジャー3rd シングル『Girls Don‘t Cry』をリリース。
- 12月、渋谷 WWWX ワンマンライブをソールドアウトさせ大盛況のち終了。

### 2019年
- 3月、東名阪の対バンツアーを行い成功させる。
- 8月、初の全国ワンマンツアーを実施。

### 2020年
- 2月9日、神田明神ホールでワンマンライブを開催。
- 4月、TVアニメ『もっと！まじめにふまじめ かいけつゾロリ』エンディングテーマ『シャラララ』が配信リリース[5]。

### 2021年
- 6月25日、ラストライブをもってONEPIXCELが解散した[6]。
- 9月18日、REALITYによるバーチャルライブ配信を開始する[7]。
- 10月11日、「idolカップリング〜ソロピク編〜」にソロとして初めて出演する[8]。

### 2022年
- 1月、鹿沼自身のYouTubeチャンネル『#あみまるのいる生活』を開設。
- 9月22日 - 25日、舞台『どーるはうす』〈どーるチーム〉 コル 役で出演[9]。
- 9月27日、アイドルカメラ部。改め、ときどき、カメラ部。のYouTubeに出演。同チャンネルの動画編集を鹿沼が担当した。
- 10月18日 - 11月28日、「ときどき、カメラ部。写真展 in 京都」に作品を出展[10]。
- 11月23日 - 27日、CBGKシブゲキ!!にて、舞台『#メイドランカー！詰り蹴落とし跪け乙女』にメイ 役で出演[11]。

### 2023年
- 2月3日 - 6日、シアター1010・海老名市文化会館にて、舞台『十五少女漂流記』にサハン 役で出演[12][13]。
- 3月31日、東宝芸能を円満に退社し、フリーランスとなった[14]。

### 2024年
- 1月1日、自身のSNSにて結婚と妊娠している事を発表した[15]。